# Roland Clauws
Roland Clauws est un footballeur français né le 6 décembre 1933 à Lomme (Nord) et décédé le 13 avril 2004 à Lille. 
Il a évolué comme milieu de terrain (demi-aile) pendant dix-sept ans au LOSC où il a été champion de France en 1954 et a remporté la Coupe de France en 1955.

## Carrière de joueur
- Iris Club Lambersart
- 1952-1961 : Lille OSC
- 1961-1962 : RC Lens
- 1962-1965 : Lille OSC
- 1965-1969 : AC Cambrai[2]

## Palmarès
- Champion de France en 1954 avec le Lille OSC
- Champion de France de D2 en 1964 avec le Lille OSC
- Vainqueur de la Coupe de France en 1955 avec le Lille OSC